# 進行性多巣性白質脳症
進行性多巣性白質脳症（しんこうせいたそうせいはくしつのうしょう、英語: progressive multifocal leukoencephalopathy; PML）とは、免疫不全患者においてJCウイルスによって発症する脱髄性疾患である。特定疾患に指定されている。

## 病因
ポリオーマウイルス科ポリオーマウイルス属に分類されるJCウイルスが原因となる。JCウイルスは成人の約70％に不顕性感染しており、普段は何の症状も起こさないが、AIDSや臓器移植等において免疫不全となることで発症する。
JCウイルスは脳のオリゴデンドロサイトにおいて増殖し、細胞溶解を経て脱髄を引き起こす。ベースに細胞性免疫の抑制があるため炎症が認められず脳症となると考えられている。
かつては極めて稀な疾患であったが、HIV感染の増加とともに頻度が上昇している。実にAIDSの患者の5%にPMLが発症するという報告も存在する。JCウイルスが小児期に不顕性感染を起こしており、それが活性化して発症するという意味では、麻疹後の亜急性硬化性全脳炎（SSPE）と同様に、遅発性ウイルス疾患である。

## 疫学
人口100万対3程度の発症率である。以前は100万対1程度であったが、AIDSの増加に伴いPMLも増加しつつある。

## 臨床症状
特異的な症状はなく、大脳が侵されることで起こる一般的な症状を呈する。実に多彩であり、複数の症状が同時に現れることも多い。これは病変が大脳白質部分全てに起こり得るためである。大脳の症状が圧倒的に多いが、時に小脳白質にも病変を生ずることがあり、脳MRIによる診断は不可欠である。
初期症状として、半盲（片方の視野を認識しない。失明とは異なる）などの視覚障害、片麻痺や精緻運動障害（字が書けない、紐を結べない、細かな動作が出来ない）といった運動麻痺、失語、失認、痙攣発作、見当識能力の低下などが多いとされている。
- 認知症
- 性格変化
- 異常行動
- 視野障害
- 失語症
- 片麻痺
- 失見当識

## 診断
プリオン病及び遅発性ウイルス感染症に関する研究班により、診断基準が定められている。免疫不全患者が進行性の症状を呈したときに疑う。MRIで脱髄病変、髄液でJCウイルスDNAが認められれば、確定となる。

## 鑑別診断
HIV脳症との鑑別が重要。臨床症状だけではHIV脳症による認知症との鑑別は困難である場合が多い。従ってHIV感染者や高齢の免疫抑制剤使用患者にあっては、脳MRIによる診断を速やかに行うことが重要である。
進行が極めて早く、病変は不可逆的であるので、可能な限り早期に鑑別診断がなされなければならない。

## 治療
有効な治療薬はない。治療は免疫抑制剤や抗癌剤など、PMLを誘発する薬剤投与を中止することであり、原疾患がAIDSの場合はHAART療法を開始することである。抗ウイルス薬の投与やJCVが5HT2Aを介することから、抗精神病薬の投与が追加されることもある。抗精神病薬の投与による改善効果に関しては議論中である。
2009年にアメリカ合衆国の研究者によって、抗マラリア薬メフロキンにJCV抑制効果があることが発表された。これを受けて日本においても「がん・感染症センター都立駒込病院」など一部の医療機関に於いて治験的使用が開始され、臨床的に有効である（病変の進行停止・JCVの検出限界値以下への抑制）との結果を得ているが、統一的な治療法の確立には至っていない。
2021年、米国・国立神経疾患・脳卒中研究所の報告によるとPD-1阻害薬ペムブロリズマブ投与により8例中5例で脳脊髄液（CSF）中のJCウイルス量が減少し、臨床的改善や安定化につながったことが示された。

## 予後
進行が極めて早いため、発症後速やかに免疫機能の回復が実現されないと生命予後（生存確率）、生存予後（生存後のQOL）ともに成績は非常に悪い。発症後数ヶ月で無動無言症を経て植物状態となり、多くの場合1年以内に死亡する。
仮に一命を取り留めたとしても、白質層の破壊が早期の段階で深刻になりやすく、重篤な後遺障害が残る。

## 病理
ヘマトキシリンに濃染する、腫大した核を有する細胞を病巣に認めかつ炎症所見がない（脳症）ことを特徴とする。